# Fortuna (Califòrnia)
Fortuna és una població dels Estats Units a l'estat de Califòrnia. Segons el cens del 2000 tenia 10.497 habitants.

## Demografia
Segons el cens del 2000, Fortuna tenia 10.497 habitants, 4.185 habitatges, i 2.778 famílies. La densitat de població era de 840,9 habitants/km².
Dels 4.185 habitatges en un 31,9% hi vivien nens de menys de 18 anys, en un 49,6% hi vivien parelles casades, en un 12,3% dones solteres, i en un 33,6% no eren unitats familiars. En el 28,1% dels habitatges hi vivien persones soles el 14,1% de les quals corresponia a persones de 65 anys o més que vivien soles. El nombre mitjà de persones vivint en cada habitatge era de 2,45 i el nombre mitjà de persones que vivien en cada família era de 2,98.
Per edats la població es repartia de la següent manera: un 26% tenia menys de 18 anys, un 8,6% entre 18 i 24, un 25,7% entre 25 i 44, un 22,3% de 45 a 60 i un 17,3% 65 anys o més.
L'edat mitjana era de 38 anys. Per cada 100 dones de 18 o més anys hi havia 87,8 homes.
La renda mitjana per habitatge era de 31.129 $ i la renda mitjana per família de 38.867 $. Els homes tenien una renda mitjana de 32.414 $ mentre que les dones 23.327 $. La renda per capita de la població era de 16.574 $. Entorn del 12,1% de les famílies i el 17,4% de la població estaven per davall del llindar de pobresa.

## Poblacions més properes
El següent diagrama mostra les poblacions més properes.